# Komuševac
Komuševac (1981-ig Komuševci) falu Horvátországban Belovár-Bilogora megyében. Közigazgatásilag Csázmához tartozik.

## Fekvése
Belovártól légvonalban 20, közúton 28 km-re délnyugatra, községközpontjától 5 km-re északra fekszik.

## Története
A török kiűzése után a 17. században betelepített falvak közé tartozik. 1774-ben az első katonai felmérés térképén „Dorf Komussevecz” néven szerepel. A Horvát határőrvidék részeként a Kőrösi ezredhez tartozott. Lipszky János 1808-ban Budán kiadott repertóriumában „Komussevecz” a neve.  
Nagy Lajos 1829-ben kiadott művében ugyancsak „Komussevecz” néven 44 házzal, 242 katolikus vallású lakossal találjuk. A település 1809 és 1813 között francia uralom alatt állt.
A katonai közigazgatás megszüntetése után Magyar Királyságon belül Horvátország része, Belovár-Kőrös vármegye Csázmai járásának része lett. A településnek 1857-ben 358, 1910-ben 487 lakosa volt. 1918-ban az új szerb-horvát-szlovén állam, majd később Jugoszlávia része lett. 1941 és 1945 között a németbarát Független Horvát Államhoz, majd a háború után a szocialista Jugoszláviához tartozott. 1991-től a független Horvátország része. 1991-ben teljes lakossága horvát volt. A délszláv háború idején mindvégig horvát kézen maradt. 2011-ben 175 lakosa volt, akik főként mezőgazdaságból éltek.

## Lakossága
| Lakosság változása | Lakosság változása | Lakosság változása | Lakosság változása | Lakosság változása | Lakosság változása | Lakosság változása | Lakosság változása | Lakosság változása | Lakosság változása | Lakosság változása | Lakosság változása | Lakosság változása | Lakosság változása | Lakosság változása | Lakosság változása |
| ------------------ | ------------------ | ------------------ | ------------------ | ------------------ | ------------------ | ------------------ | ------------------ | ------------------ | ------------------ | ------------------ | ------------------ | ------------------ | ------------------ | ------------------ | ------------------ |
| 1857               | 1869               | 1880               | 1890               | 1900               | 1910               | 1921               | 1931               | 1948               | 1953               | 1961               | 1971               | 1981               | 1991               | 2001               | 2011               |
| 358                | 372                | 382                | 449                | 469                | 487                | 408                | 444                | 420                | 426                | 365                | 307                | 273                | 243                | 193                | 175                |